# 紫柔星珊瑚
紫柔星珊瑚（学名：Leptastrea purpurea）为菊珊瑚科柔星珊瑚屬下的一个种。